# Герц, Юрий Дмитриевич
Ю́рий Дми́триевич Герц (1931—2012) — советский и украинский художник. Народный художник Украины (2003).

## Биография
Родился 27 февраля 1931 года в селе Лохово (ныне Мукачевский район, Закарпатская область, Украина) в многодетной крестьянской семье. В 1937 году поступил в  народную школу. В 1946 году Юрий изучал педагогику в Мукачевском педагогическом училище. С 1947 года Юрий Герц становится студентом Ужгородского училища декоративно-прикладного искусства. 
Умер 15 сентября 2012 года.

## Награды и премии
- Народный художник Украины (2003)[1].
- Государственная премия Украины имени Тараса Шевченко (1994) — за серию картин «Красочная Верховина»
- премия имени Иосифа Бокшая и Адальберта Эрдели.

## Источник
- Герц Юрий Дмитриевич